# 얼굴

모나리자의 얼굴

얼굴은 인간이 가진 머리의 앞쪽 부분으로, 이마부터 귀, 머리카락, 눈썹, 눈, 코, 뺨, 입, 입술, 인중, 이, 피부, 턱을 포함한다. 얼굴은 표현, 겉모습, 사람의 구별에 사용된다. 옛 한민족은 얼굴을 겉모습으로 사용하기도 하였지만, 지금은 그렇게 사용하지 않는다.
얼굴로는 한 번에 사람을 구별해 내기가 가장 쉽다. 인체의 위쪽 일부에 위치해 있으며 저마다 모습이 다르다. 많은 사람들이 얼굴을 이마 끝부터 턱 끝이라고 알고 있는데 사실은 눈썹 선부터 턱 끝까지이다.
얼굴 인식은 주로 우뇌에서 담당하는데, 왼쪽 눈을 포함한 신체의 왼쪽 역시 우뇌가 담당하기 때문에 자신이 거울이나 사진으로 보는 스스로의 얼굴과 남들이 보는 얼굴 사이에 차이가 발생하기도 한다. 이는 일반적으로 나타나는 안면비대칭과도 관계가 있다.

## 기능

### 감정표현
얼굴은 의식적이든 무의식적이든 감정을 표현하는 데 필수적이다. 눈살을 찌푸리는 것은 반대를 의미한다. 미소는 일반적으로 누군가가 기뻐한다는 것을 의미한다. 다른 사람의 얼굴에서 감정을 읽을 수 있다는 것은 "공감의 기본 기반이며, 사람의 반응을 해석하고 후속 행동의 확률을 예측하는 능력"이다. 한 연구에서는 감정을 측정하는 방법을 결정하기 위해 다중 감정 인식 테스트를 사용했다. 이 연구는 많은 사람들이 매일 하는 일, 즉 얼굴에서 감정을 읽는 일을 수행하기 위해 측정 장치를 사용하는 것을 목표로 했다.
얼굴 근육은 감정 표현에 중요한 역할을 하며, 개인마다 다르기 때문에 표정과 얼굴 특징이 더욱 다양해진다.
사람들은 또한 미소가 진짜인지 가짜인지 판단하는 데 상대적으로 능숙한다. 최근 연구에서는 강요된 미소와 진정한 미소를 판단하는 개인을 조사했다. 젊은 참가자와 노인 참가자는 웃는 젊은이의 차이를 동등하게 구분할 수 있었지만, "노인 참가자는 포즈를 취한 미소와 자발적인 미소를 구별하는 데 있어서 젊은 성인 참가자보다 뛰어났다." 이는 경험과 나이가 들면서 다양한 연령대에 걸쳐 진정한 감정을 인식하는 것이 더 정확해진다는 것을 의미한다.

### 인식과 인식
형태 심리학자들은 얼굴이 단순히 얼굴 특징의 집합이 아니라 그 형태에서 의미 있는 어떤 것이라고 이론화한다. 이는 이미지가 개별 부분이 아닌 전체로 보인다는 게슈탈트 이론과 일치한다. 게리 L. 앨런(Gary L. Allen)에 따르면, 사람들은 사회적 종의 자연스러운 결과로 진화하는 동안 얼굴에 더 많이 반응하도록 적응했다. 앨런은 얼굴 인식의 목적이 "부모와 유아의 매력, 즉 부모와 유아가 서로에 대한 내적 표현을 형성하여 부모가 자신을 버릴 가능성을 줄이는 빠르고 쉬운 수단"에 뿌리를 두고 있다고 제안한다. 앨런의 작업은 진화론과 게슈탈트 심리학을 결합한 심리학적 관점을 취한다.

### 생물학적 관점
연구에 따르면 뇌의 특정 영역은 얼굴에 특히 잘 반응하는 것으로 나타났다. 방추형 이랑 내의 방추형 얼굴 영역은 얼굴에 의해 활성화되며, 수줍음이 많은 사람과 사교적인 사람에 따라 다르게 활성화된다. 한 연구에 따르면 "낯선 사람의 이미지를 볼 때 수줍은 성인은 사회적 성인보다 방추회에서 훨씬 덜 활성화된 것으로 나타났다. 또한, 다른 연구에서 볼 수 있듯이 특정 영역은 매력적이라고 생각되는 얼굴에 더 많이 반응한다. 얼굴의 아름다움은 지각, 의사 결정 및 보상 회로와 관련된 널리 분산된 신경 네트워크를 불러일으킨다. 이러한 실험에서 FFA 및 LOC 전반의 지각 반응 피험자가 얼굴의 아름다움에 명시적으로 주의를 기울이지 않을 때에도 여전히 존재했다.

## 사회와 문화

### 성형수술
성형 수술을 사용하여 얼굴 특징의 모양을 바꿀 수 있다. 안면외상, 안면부상, 피부질환의 경우에도 악안면수술을 시행할 수 있다. 심하게 손상된 사람들은 최근 얼굴 전체 이식과 피부 및 근육 조직의 부분 이식을 받았다.

### 캐리커처
캐리커처는 종종 문제의 개인 얼굴의 뚜렷한 부분과 관련하여 얼굴을 더 쉽게 인식할 수 있도록 얼굴 특징을 과장한다. 예를 들어 오사마 빈 라덴의 캐리커처는 얼굴 털과 코에 초점을 맞출 수 있다. 조지 W. 부시의 캐리커처를 보면 그의 귀가 코끼리 크기만큼 커져있다. 제이 레노(Jay Leno)의 캐리커처에서는 그의 머리와 턱을 표명한다. 믹 재거의 캐리커처는 그의 입술을 확대한다. 기억에 남는 특징을 과장하면 캐리커처 형태로 표현될 때 사람들이 다른 사람을 알아보는 데 도움이 된다.

### 은유
더 나아가 건물의 정면과 같이 내부 구조가 있는 시스템의 앞쪽 부분 또는 세계를 향한 부분은 모두 "얼굴"로 간주된다. 예를 들어, 홍보 담당자나 언론 담당자는 자신이 대표하는 조직의 "얼굴"이라고 불릴 수 있다. "얼굴"은 또한 사회학적 맥락에서 사회, 특히 중국 사회에서의 평판이나 지위를 지칭하기 위해 은유적으로 사용되며, 얻거나 잃을 수 있는 자원으로 언급된다. 개성과의 연관성 때문에 익명의 사람은 때때로 "얼굴 없는 사람"으로 불린다.

## 얼굴 스트레칭
안면마비, 뇌졸중 등 각종 부상이나 성형수술등의 이유로 얼굴 스트레칭이 필요한 경우들이 있다.  
일반적으로 볼에 바람넣기와 양 볼을 입안으로 모으기, 코끝을 위 아래 좌우로 움직이기, 눈알을 위 아래로 움직이기, 입술 입 안쪽으로 모으기 실눈뜨기, 눈썹 가운데로 모으기 등으로 전체적인 얼굴부위 스트레칭을 할수있다.  턱라인의 경우 입술을 코쪽으로 올렸다가 내리거나 아랫입술을 앞쪽으로 쭉 미는 방법등이 있다.  
볼운동으로는 아랫입술을 입 안쪽으로 밀면서 윗입술은 윗이빨쪽으로 밀면 된다.  
그외 상세한 스트레칭방법등은 기존 인터넷에 다량 업로드되어있으며 가벼운 마사지로는 세수하고 물을 닦아내듯이 손바닥으로 이마에서부터 아래 방향으로 쓸어내리는  방법이 있다.  

## 같이 보기
- 몸
- 피부
- 머리